# Karl Zapp
Karl Zapp (* 2. Januar 1893 in Düsseldorf; † 3. April 1955 in Lahr/Schwarzwald) war ein deutscher Politiker (SPD).

## Leben
Zapp absolvierte von 1907 bis 1910 eine Lehre als Drechsler und arbeitete im Anschluss in verschiedenen Betrieben im Ruhrgebiet. Von 1914 bis 1918 nahm er als Soldat am Ersten Weltkrieg teil. Von 1919 bis 1933 wirkte er als Geschäftsführer für die Freien Gewerkschaften in Herne. Danach übte er eine Tätigkeit als selbständiger Geschäftsmann aus und ließ sich 1942 als solcher in Lahr nieder. Ab August 1944 wurde er im KZ Dachau interniert.
Nach dem Ende des Zweiten Weltkrieges wurde Zapp 1945 Direktor und Leiter des Arbeitsamtes in Lahr. Von 1946 bis 1947 gehörte er für die SPD der Beratenden Landesversammlung des Landes Baden an.